# Выг
Выг — река в России, протекает по территории Карелии. Длина реки — 237 км, площадь водосборного бассейна — 27 100 км².
Средний расход воды — 323 м³/с. Высота истока — 167 м над уровнем моря.

## Общие сведения
Состоит из двух частей: Верхний Выг — вытекает из озера Верхотинное (в Государственном водном реестре истоком Выга ошибочно указано Егозеро), впадает в Выгозеро; Нижний Выг — вытекает из Выгозера, впадает в Онежскую губу Белого моря двумя рукавами у города Беломорск.
Длина Верхнего Выга — 135 км, Нижнего Выга — 102 км, площадь водосборного бассейна — 27 100 км². Верхний Выг лежит в заболоченной местности, протекая через систему небольших озёр. Расход воды Верхнего Выга — 267 м³/с (село Ворожгора).
Течение Нижнего Выга зарегулировано, входит в систему Беломорско-Балтийского канала.
Название происходит от саам. viig, viekka — «мощный, сильный», «большой».
Около устья Выга найдены петроглифы Бесовы Следки. Стоит отметить исключительное значение Выга — как в древности, так и в современности — в качестве транспортного пути из Белого моря в Онежское озеро и, соответственно как продолжения пути вокруг Северной Европы.

## Притоки
(расстояние от устья)
- 6 км: ручей Шилос (Пономарёв ручей)
- 18 км: ручей Тайгиницкий
- 23 км: Райручей
- 25 км: река Пала (Чёрная)
- 27 км: река Овыть (Овоть)
- 35 км: река Шелта
- 39 км: река Берёзовка
- 43 км: река Сосновка
- 50 км: канал Сплавная канава
- 54 км: река Мандрика
- 61 км: река Нава
- 63 км: река Лекса (Лекша)
- 72 км: река Ковжа
- 79 км: река Елотозерка
- 84 км: река Смольная
- 87 км: река Кунокса (Кунас)
- 91 км: река Глубокая
- 101 км: река Торома
- 102 км: река Икша
- 112 км: река Умба (Большая Умба)
- 116 км: река Яньга (Янга)
- 120 км: река Филимоновка (Большая Филимоновка)